# Gynocratie
Gynocratie (Grieks: γυνή gyné "Vrouw" en -kratie) duidt op een door vrouwen als groep of klasse gedomineerde regeringsvorm of staat. Johann Jakob Bachofen beschreef deze, mogelijke fictieve, maatschappijvorm waaraan ook vaak de term matriarchaat wordt gekoppeld. Volgens Bachofen is matriarchaat, in zijn woorden moederrecht, in het algemeen, maar niet per definitie, verbonden aan gynocratie. Voor Friedrich Engels is dat verband echter vaststaand.
Bachofen ziet het moederrecht als een fase in de menselijke ontwikkeling. Het werd voorafgegaan door de promiscue fase en gevolgd door een transitiefase naar uiteindelijk de fase van patriarchaat. Het woord gynocratie moet onderscheiden worden van gynarchie (door vrouwen geregeerde staat).

## Voetnoten
1. ↑  Friedrich Engels, De oorsprong van het gezin, van het particuliere eigendom en van de staat Pegasus 1971 p.65